# Memelland

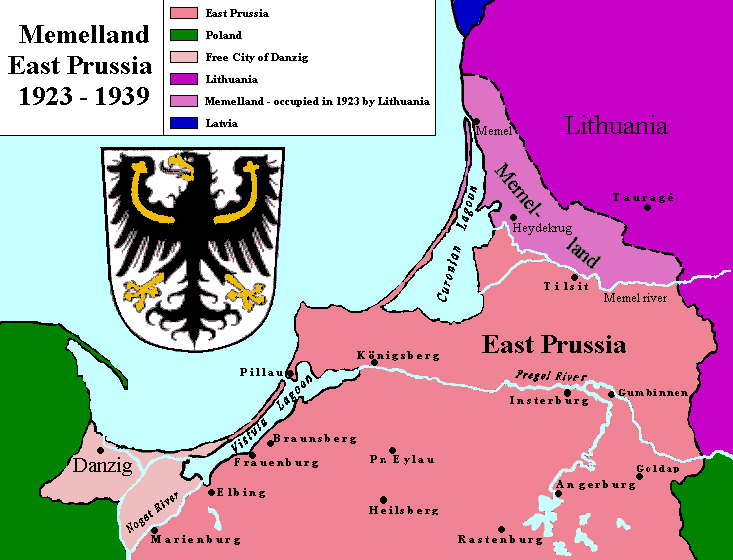
Das Memelland 1923 bis 1939 unter litauischer Hoheit.

Flagge des Memellandes

Die Landesfarben des Memellandes

Das Memelland oder Memelgebiet (litauisch Klaipėdos kraštas) war ein Gebiet im nördlichen Ostpreußen, das Deutschland 1920 nach Artikel 99 des Versailler Vertrags ohne Volksabstimmung an die alliierten Mächte abtreten musste. Es lag rechts der Memel bzw. ihres Deltaarms Skierwieth (Skirvytė) und umfasste auch den entsprechenden Teil der Kurischen Nehrung. Bis Anfang 1923 verwaltete Frankreich das Gebiet in Vertretung des Völkerbundes. Dann wurde es von Litauen annektiert.
Das 2656,7 km² große Territorium war etwa 140 km lang und bis zu 20 km breit. Von den über 140.000 Bewohnern bezeichneten sich im Jahr 1925 laut einer litauischen Volkszählung 72,5 % als Deutsche bzw. Kulturdeutsche – darunter waren 16 % zweisprachig – und 27,5 % als Litauer. Größte Stadt war in jener Zeit Memel (Klaipėda) mit 40.000 Einwohnern (1931 11 % Litauer), gefolgt von Heydekrug (Šilutė) mit 5000 Einwohnern und Pogegen (Pagėgiai) mit 2800 Einwohnern.
Im März 1939 wurde Litauen vom NS-Staat unter Kriegsdrohung genötigt, das Memelland an ihn abzutreten. Es wurde anschließend ein Teil Ostpreußens. Da diese Gebietserweiterung nach dem 31. Dezember 1937 stattfand, zählte das Memelland völkerrechtlich nicht zu den Ostgebieten des Deutschen Reiches. Nach Ende des Zweiten Weltkriegs gehörte das Gebiet zur Litauischen SSR, aus der 1990 das wieder unabhängige Litauen hervor ging. Es stellt dort keine Verwaltungseinheit dar und umfasst etwa die Gebiete der Stadtgemeinde Klaipėda, die Selbstverwaltungsgemeinden Neringa und Pagėgiai sowie die Rajongemeinden Jurbarkas, Klaipėda, Kretinga, Tauragė, Šilutė in Litauen.

## Geschichte

Physische Karte des Memellands im Jahr 1905

### Vorgeschichte
Das Memelland entstand erst 1920 durch den Versailler Vertrag; es hatte davor keine eigenständige Geschichte innerhalb Ostpreußens. Vor der Eroberung des Gebiets durch den Deutschen Orden im 13. Jahrhundert waren die baltischen Stämme der Schalauer, Kuren und Karschauer in dem Gebiet sesshaft. Die Kuren (der Name bedeutet „schnell zur See“) galten als die versiertesten Seefahrer der Ostsee und werden in den Island-Sagas erwähnt. Dänische Überlieferungen bezeugen, dass sie als Piraten gefürchtet waren. Es gab jedoch auch Handels- und Heiratsbeziehungen der Schalauer mit Dänemark. Die Schalauerburg Ruß an der Memel galt als Ausgangspunkt dieser Beziehungen. Darüber hinaus gab es Beziehungen zu den übrigen Balten im Norden und Osten und zu den Slawen im Süden.
Nach der Eroberung durch den Schwertbrüderorden ab 1200 und dem Bau der Festung Memelburg und der Stadt Memel ab 1250 durch den Deutschen Orden wurde das Gebiet ab 1328 dem Ordensstaat zugeteilt. In der Zeit der Eroberung wurde die einheimische Bevölkerung aus den Randgebieten des damaligen Preußens dezimiert und teilweise in besser kontrollierbare Gebiete umgesiedelt. Infolge der Pest erlitt Deutschland im Spätmittelalter erhebliche Bevölkerungsverluste und der Zustrom deutscher Siedler ging zurück. Daher wurden Ende des 15. Jahrhunderts und im 16. Jahrhundert Siedler aus Litauen in den Nordosten Preußens beiderseits der Memel und nördlich des Kurischen Haffs geholt.
Im Vertrag von Melnosee wurde 1422 die Grenze zu Litauen festgelegt. Sie blieb bis 1920 weitgehend unverändert, auch nachdem Litauen im 16. Jahrhundert an Polen und mit ihm nach der dritten Teilung des Landes 1795 an Russland gefallen war. Nach der Pyrenäengrenze war sie die älteste in Europa.
Hochmeister Albrecht von Preußen trat 1525 zur Reformation über und wandelte den Ordensstaat in das weltliche Herzogtum Preußen um, das 1618 durch Erbschaft an die hohenzollernschen Kurfürsten von Brandenburg fiel. Das Herzogtum wiederum wurde 1701 zum Königreich erhoben und Kurfürst Friedrich III. nahm den Titel „König in Preußen“ an. In den folgenden Jahrzehnten wurde „Preußen“ zum Namen der gesamten brandenburgisch-preußischen Monarchie. Abgesehen von der Zeit der Frankfurter Nationalversammlung 1848–1851 lagen Ost- und Westpreußen stets außerhalb der Grenzen des Römisch-deutschen Reichs und des Deutschen Bunds. Erst seit der Reichsgründung 1871 gehörte ganz Preußen zu Deutschland. Der nördlichste Teil seiner Provinz Ostpreußen wurde 1920 zum „Memelgebiet“.

### Entstehung

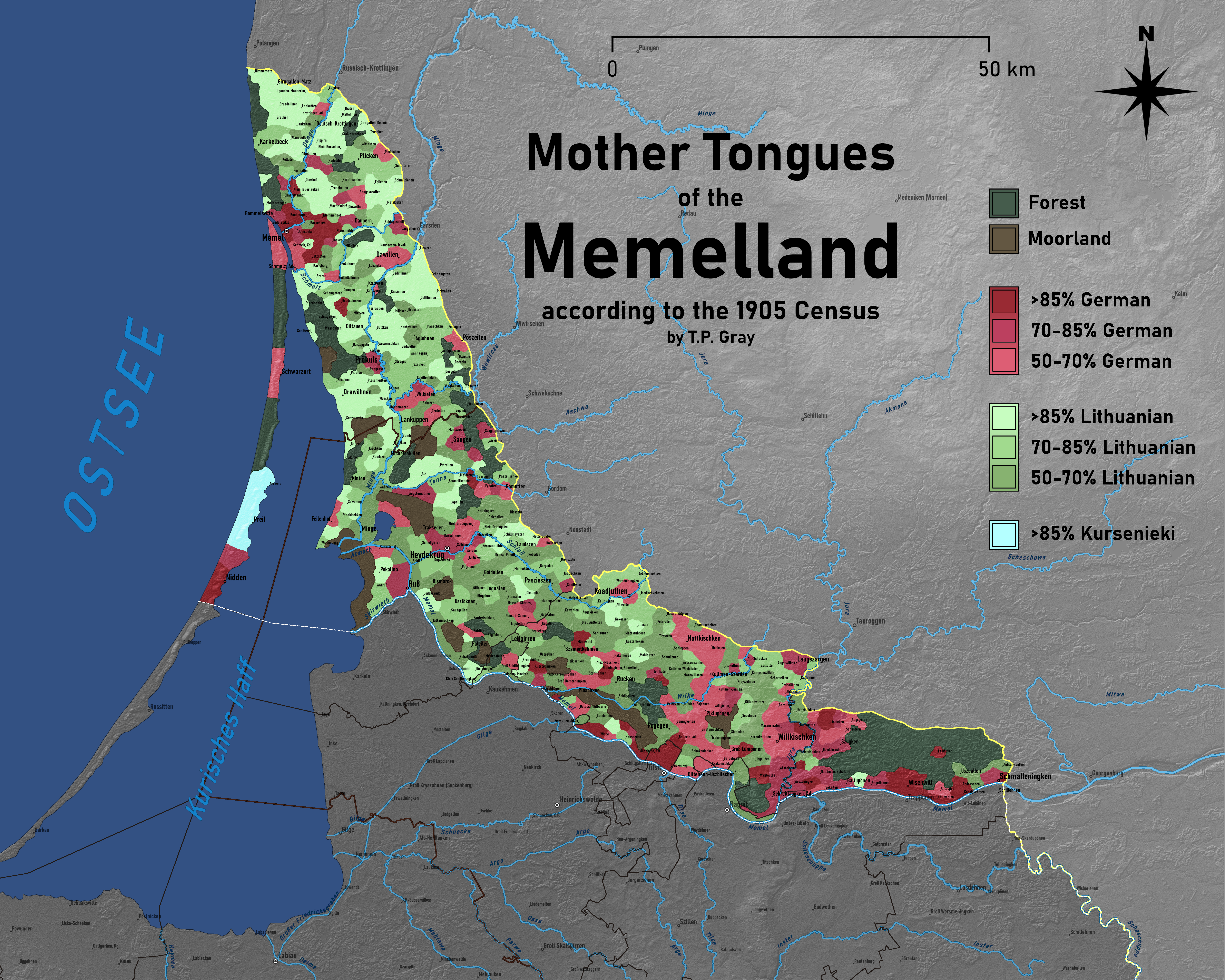
Muttersprachen des Memellandes, laut Volkszählung von 1905, rot: deutsche Mehrheiten, grün: litauische Mehrheiten, hellblau: nehrungskurische Mehrheiten.

Im Sommer 1919 bestimmte der Vertrag von Versailles bei der Festlegung der deutschen Grenzen im Artikel 28, einen von nun an in Deutschland „Memelland“ genannten Teil Ostpreußens ohne Abstimmung abzutrennen und dem Mandat des Völkerbunds zu unterstellen. Der Versailler Vertrag beinhaltete auch die internationale Anerkennung Litauens. Deutschland musste sich im Artikel 99 bereit erklären, eine später von den Alliierten zu treffende staatliche Zugehörigkeit des Memellandes anzuerkennen. Das Mandatsgebiet wurde von französischen Truppen besetzt und unter französische Verwaltung gestellt.
Mit Inkrafttreten des Vertrages zum 10. Januar 1920 wurde diese Schutzherrschaft eingerichtet. Am 4. Oktober 1920 erhielt das Memelland unter einem französischen Präfekten (Gabriel Petisné) einen eigenen Staatsrat.
Die Abtrennung des Memellandes wurde mit dem dortigen litauischsprachigen Bevölkerungsteil begründet, der nach der Volkszählung von 1910 etwa die Hälfte der Bevölkerung ausmachte, der allerdings nicht Hochlitauisch, sondern einen von untergegangenen baltischen Sprachen wie dem Prußischen und Altkurischen beeinflussten Dialekt, nämlich Westžemaitisch sprach, der sich erheblich vom Hochlitauischen unterschied. Ein kleiner Teil dieser Bevölkerungsgruppe hatte im Akt von Tilsit eine Angliederung an Litauen gefordert. Große Teile der litauischsprachigen Bevölkerung des Memellandes fühlten sich jedoch eher zu Ostpreußen als zum neuen litauischen Nationalstaat zugehörig, was unter anderem daher kam, dass die Memelländer fast 500 Jahre zu Ostpreußen gehört hatten und zu mehr als 95 % evangelisch waren, während das übrige Litauen aufgrund der langen polnischen Herrschaft dem Katholizismus anhing. In den Fischerdörfern auf der Nordhälfte der Kurischen Nehrung lebten außerdem Nehrungskuren (Eigenbezeichnung: Kursenieki). Ihre Sprache, das Nehrungskurische stand dem Lettischen näher und war mit Litauisch nicht verständlich. In den Fischerdörfern der südlichen Nehrung, südlich des Memellandes, war es bereits weitgehend vom Deutschen verdrängt, in einigen Fischerdörfern auf der Innenseite des Kurischen Haffs vollständig vom Litauischen, weil nur Deutsch und Litauisch Kirchensprachen der evangelischen Gemeinden waren. In den Fischerdörfern nördlich der Nehrung wurde Nehrungskurisch noch als Fachsprache der Seefischer verwendet, aber nicht mehr in Alltag. Wirtschaftlich war das Memelland weiter entwickelt als Litauen.
Die junge Republik Litauen war seit Ende 1918 in einen Unabhängigkeitskrieg, den russischen Bürgerkrieg bzw. Litauisch-Sowjetischen Krieg, verwickelt. Er wurde im Juli 1920 im Friedensvertrag von Moskau beigelegt. Im Rahmen des Polnisch-Sowjetischen Krieges war Polen jedoch im Herbst 1920 wieder auf dem Vormarsch, und entgegen internationalen Verträgen überfielen polnische, angeblich abtrünnige, Truppen im kurzen Polnisch-Litauischen Krieg im Oktober 1920 die litauische Hauptstadt Vilnius. Das Gebiet wurde 1922 von Polen annektiert.
Außer wegen der Sprache erhob Litauen Ansprüche auf Memel (litauisch Klaipėda), um einen fertig entwickelten Ostseehafen zu bekommen, denn Litauen hatte nur den kleinen Ostseehafen von Palanga (dt. Polangen).

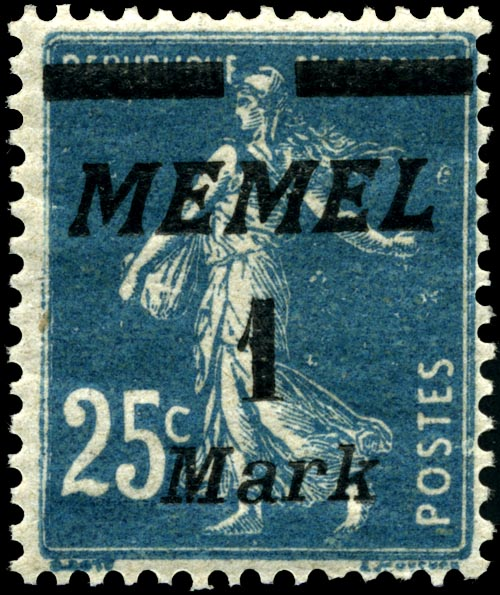
Französisches Mandatsgebiet. „Die Säerin“, französische Briefmarke, überdruckt „MEMEL 1 Mark“ (1920)

1922 und 1923 grassierte in Deutschland die Inflation; sie betraf auch das Memelgebiet.
Nach dem Ergebnis einer von den Franzosen genehmigten Unterschriftenaktion sowie einer vorläufigen Entscheidung der Pariser Botschafterkonferenz sollte das Memelland auf mindestens zehn Jahre in einen „Freistaat Memelland“ umgewandelt werden.
Jean Gabriel Petisné, der seit dem 31. März 1920 in Memel als Verwaltungsbeamter der französischen Militärmission arbeitete, wurde am 8. Juni 1920 zum Zivilkommissar des Memellandes ernannt und erhielt am 1. Mai 1921 nach der Rückkehr von General Dominique Odry nach Frankreich den Status eines Hochkommissars.

### Besetzung durch litauische Kräfte 1923: „Klaipėda-Revolte“

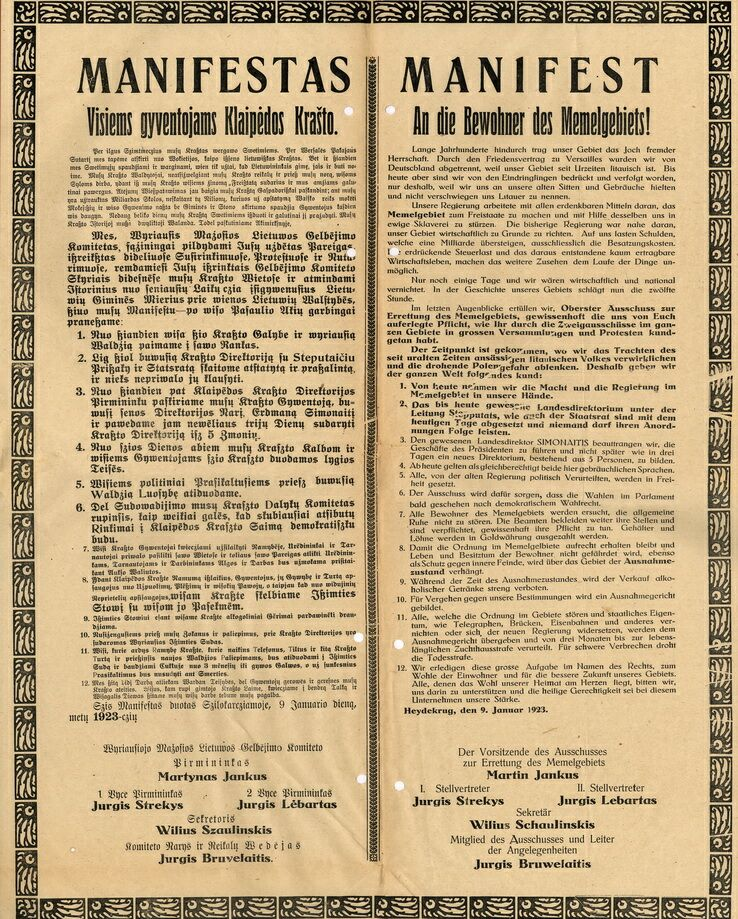
Zweisprachiges Manifest des pro-litauischen Ausschusses zur Errettung des Memelgebietes von 1923

Ab 10. Januar 1923, einen Tag vor der Besetzung des Ruhrgebiets durch Frankreich und Belgien, besetzten über 1000 bewaffnete Litauer im Handstreich („Klaipėda-Revolte“) das Memelland und die Stadt Memel. Offiziell wurde dies als interner memelländischer Aufstand bezeichnet. Die Aktion wurde jedoch von Litauen aus mit einem „Schützenbund“ und Mitgliedern regulärer Truppen durchgeführt, in Zivilkleidung, aber markiert mit Armbinden (MLS, lit. Mažosios Lietuvos sukilėlis, Kleinlitauischer Aufständischer). Unterstützung aus dem Memelland war dabei vernachlässigbar. Die in zahlreichen litauischen Veröffentlichungen erwähnten 300 Memelländer schlossen sich der Bewegung erst an, nachdem sie erfolgreich beendet war. Bekannte Einheimische ließen sich nicht als „Anführer“ anwerben, sodass der Anführer Jonas Polovinskas unter dem Namen eines ehemaligen deutschen Offiziers (Budrys) auftrat.
Die 200 französischen Alpenjäger, von der Ausbildung und Ausrüstung her den Freischärlern überlegen, wurden zwar durch einige hundert deutsche Polizisten und Freischärler unterstützt, ließen sich aber nach zwei Tagen in ihre Kaserne und die Präfektur zurückdrängen. Auch diese wurde gestürmt, nach französischen Angaben von über 5000 Gegnern. Als Verluste gelten zwölf litauische Freischärler, zwei Franzosen und ein deutscher Gendarm (dessen Familie wurde vom Führer der litauischen Freischärler finanziell entschädigt). Später per Schiff angereiste Truppen aus Frankreich und England traten angesichts der neuen Herrschaftsverhältnisse unverrichteter Dinge wieder die Heimreise an.
Die Hintergründe sind nicht vollständig geklärt. Polen war mit Frankreich verbündet, hatte 1920 seine Grenzen weit nach Osten ausgedehnt, dabei Vilnius unter seine Kontrolle gebracht, stand seither in Konflikt mit einem schwachen Litauen und erhob auch Ansprüche auf das Memelland. Es gibt ein umstrittenes Gerücht, die litauische Besetzung des französisch verwalteten Gebietes sei mit Billigung der deutschen Regierung bzw. von Reichswehrchef General Hans von Seeckt und Tolerierung durch die ostpreußische Grenzpolizei geschehen, um Litauen gegenüber dem gemeinsamen Gegner Polen zu stärken. Bekannt ist, dass die Freischärler Waffen aus deutscher Produktion besaßen. Die Litauer hatten von Deutschland 1500 deutsche Gewehre, fünf leichte Maschinengewehre und viel Munition zu günstigen Bedingungen erhalten, für die Ernestas Galvanauskas aus einem geheimen Fonds (Mažosios Lietuvos Fondas) zahlte. Beim Aufmarsch der litauischen Kämpfer mischte sich die deutsche Polizei nicht ein.
Noch heute werden die damals populären Argumente wiederholt, obwohl das Gegenteil beweisende litauische Archive seit 1990 öffentlich zugänglich sind und internationale Konferenzen zu diesem Thema stattfanden. 1965 waren die damals noch lebenden führenden Beteiligten an der Aktion nicht bereit, offen über die damaligen Ereignisse zu sprechen, aus Furcht, „Litauen könnte kompromittiert werden, wenn man den Skandal zugibt, den Betrug ans Licht bringt und die Konspiration an die Öffentlichkeit trägt.“

### Autonome Region Litauens

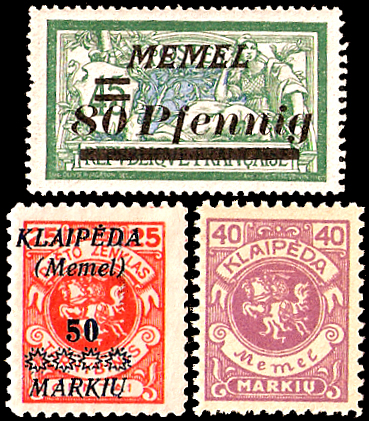
Briefmarken des Memellandes, 1920–1925

Diplomatisch konnte Litauen glaubhaft machen, dass es sich um einen Aufstand örtlicher Kräfte handele, die den Anschluss suchten, und dass nicht auf Befehl der litauischen Regierung gehandelt wurde. Am 19. Januar 1923 verließen die französischen Truppen und Verwaltungskräfte das Land. Am 16. Februar 1923 erkannte die Botschafterkonferenz die Annexion des Memelgebietes als Faktum an und übergab formell die Hoheit über das Gebiet an Litauen.
Im Mai 1924 wurde die Annexion in der Memelkonvention vom Völkerbund anerkannt; zu ihren Bestimmungen gehörte eine Autonomie des Memellandes innerhalb Litauens. Das Autonomiestatut wurde vom litauischen Parlament am 8. Mai 1924 beschlossen. Mit der Annexion wurden die Memelländer zu litauischen Staatsangehörigen. Sie konnten allerdings für die deutsche Staatsbürgerschaft optieren.
Die Wahl zum Landtag 1925 erbrachte sehr hohe Stimmenanteile (ca. 95 %) für die Deutschsprachigen, die Autonomie oder einen Anschluss an das Deutsche Reich vertraten.
Im Dezember 1926 wurde per Kriegsrecht die Autonomie weitgehend aufgehoben, die weiteren Wahlergebnisse fielen aber weiter eindeutig gegen die litauische Militärdiktatur von Antanas Smetona aus.
Auf Grund polnischen Drucks gelangten verantwortliche litauische Politiker zu der Überzeugung, das Verhältnis zu Deutschland zu verbessern: „So war Mitte September 1938 Legationsrat von Grundherr im Auswärtigen Amt zweimal von dem litauischen Journalisten – Chefredakteur des halbamtlichen ‚Lietuvas Aidas‘ – Gustainas, der gute Beziehungen zum Staatspräsidenten Smetona, zum Ministerpräsidenten Mironas und auch zum litauischen Außenminister hatte, besucht worden. Von Grundherr berichtete, daß Gustainis sehr offenherzig die Befürchtung äußerte, die Memelbevölkerung könne das Selbstbestimmungsrecht und die Volksabstimmung verlangen. Nach der Aufhebung des Kriegsrechts gestattete die litauische Regierung im Dezember 1938 Wahlen für den litauischen Landtag, die einen „überwältigenden Sieg für die deutsche Liste“ erbrachten. Für die Beibehaltung des Memelgebietes könne Litauen nicht seine ganze Existenz aufs Spiel setzen. Es sei besser, sich mit der deutschen Regierung ins Benehmen zu setzen, falls sie den Litauern Rechte am Memeler Hafen belassen würde. Deutliche Anzeichen, dass litauischerseits eine Bereitwilligkeit bestand, auch über das Memelgebiet hinaus Konzessionen zu machen, ergaben sich Anfang Dezember 1938. So wurde am 1. Dezember 1938 Peter Kleist von der Dienststelle Ribbentrop, einem Privatbüro des Außenministers in seiner Eigenschaft als Ratgeber Adolf Hitlers in außenpolitischen Angelegenheiten, vom litauischen Generalkonsul Dymscha in Königsberg aufgesucht, um über das deutsch-litauische Verhältnis und insbesondere über das Memelgebiet zu sprechen.“

### Erzwungene Rückgabe an Deutschland
Am 20. März 1939, kurz nach dem Einmarsch der deutschen Wehrmacht in Prag und der Errichtung des Protektorats Böhmen und Mähren, stellte Reichsaußenminister Joachim von Ribbentrop dem nach Berlin einbestellten Juozas Urbšys ein Ultimatum: Die Luftwaffe würde Kaunas bombardieren, wenn seine Regierung nicht einwilligte, das Memelland an das Deutsche Reich abzutreten. Das entsprach auch den Forderungen des memelländischen Landtags, wo die Nationalsozialisten seit Dezember 1938 die Mehrheit hatten. Die litauische Regierung übermittelte daraufhin einen Kompromissvorschlag, der in Berlin aber keine Gnade fand. Joseph Goebbels notierte in sein Tagebuch, man habe noch in der Nacht den Gesandten in Litauen beauftragt, die dortige Regierung aus dem Bett zu klingeln und „ihnen die Pistole auf die Brust zu setzen. Entweder – oder. Diese kleinen Ganoven von Versailles müssen nun den Raub herausrücken. Sonst gibt’s Saures!“
Unter diesem „brutalen Druck“ gab die litauische Regierung nach: Am 23. März 1939 wurde der Staatsvertrag zur „Wiedervereinigung des Memellandes mit dem Deutschen Reich“ unterzeichnet. Litauen zog seine Truppen und Behörden ab und erhielt im Gegenzug eine Freihandelszone in Memel sowie freies Wegerecht für 99 Jahre. Das Memelland wurde am 23. März in die Provinz Ostpreußen und damit in das deutsche Reichsgebiet eingegliedert; es kam unter Wiederherstellung der historischen Kreiseinteilung zum Regierungsbezirk Gumbinnen. Memelländer, die ihre deutsche Reichsangehörigkeit wegen der Abtretung an Litauen verloren hatten, wurden wieder deutsche Staatsbürger. In der Forschung wird diese erzwungene Abtretung verschiedentlich als Annexion bezeichnet.
Die Juden des Memellandes waren zum großen Teil bereits geflohen, nachdem die Nationalsozialisten im Herbst 1938 zu Boykottaktionen gegen sie aufgerufen und es Gerüchte gegeben hatte, sie würden putschen. Die verbleibenden Juden wurden der nationalsozialistischen Judengesetzgebung unterworfen, ihr Vermögen wurde „arisiert“. Die Litauer, die vor 1939 ins Memelland übergesiedelt waren, und viele Alteingesessene, die mit der Regierung in Kaunas kooperiert hatten, mussten ebenfalls fliehen. Hiervon waren nach offiziellen Statistiken 8.924 Personen betroffen, doch der litauische Historiker Vasilijus Safronovas schätzt, dass die wirkliche Zahl höher war.

### Zweiter Weltkrieg und die Folgen

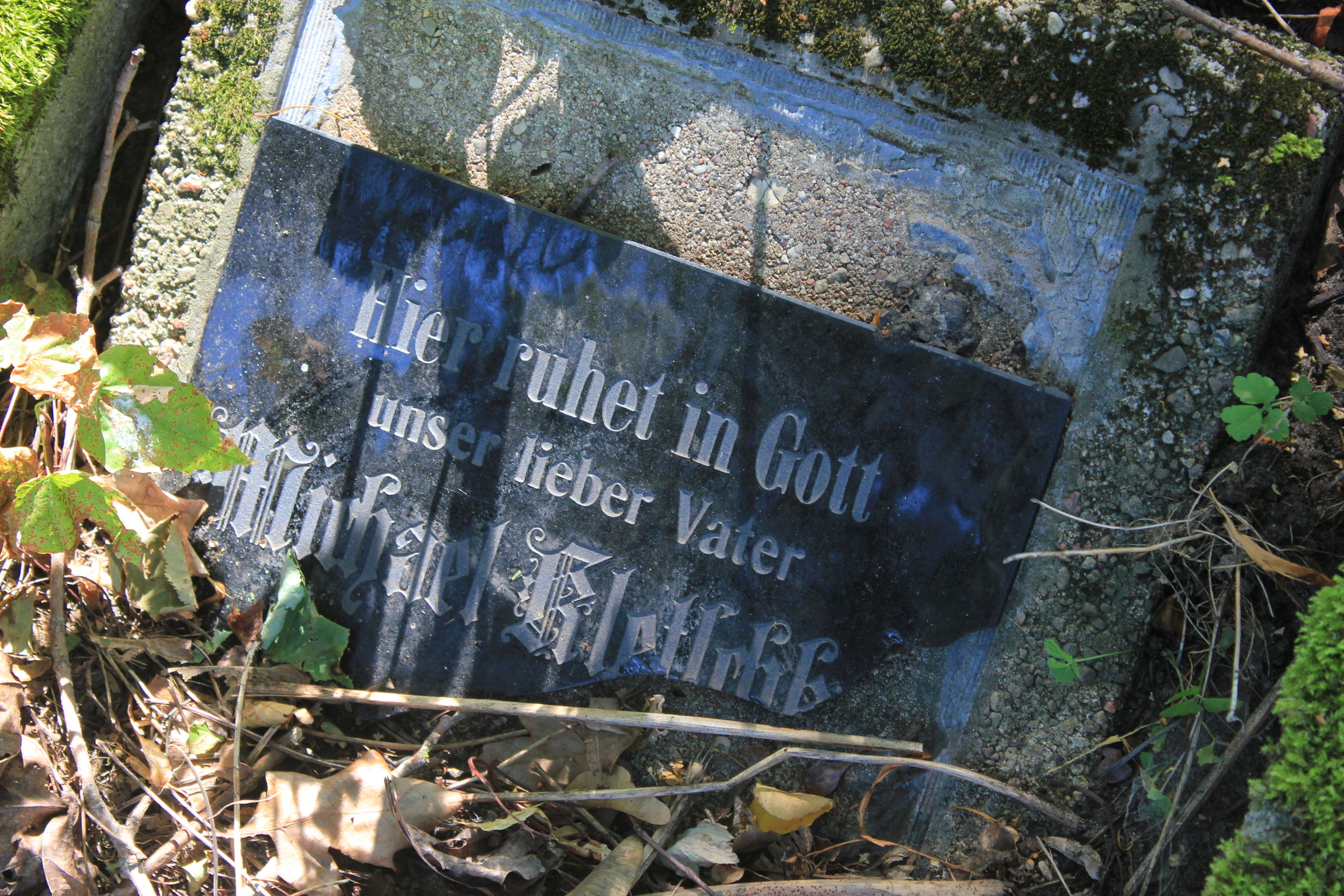
Grabstein auf dem ehemaligen deutschen Friedhof von Uszlöknen (Užliekniai)

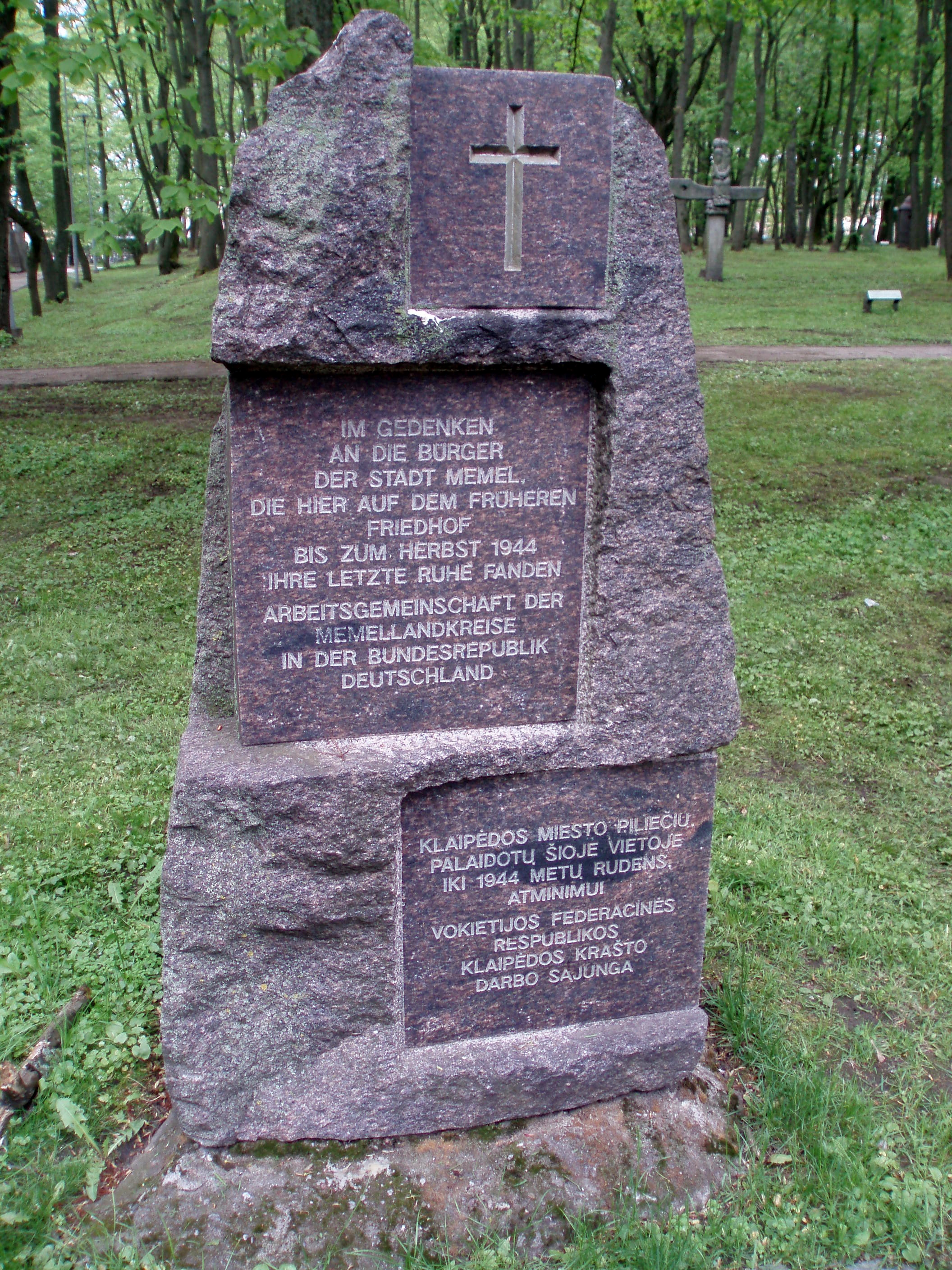
Memelländer-Stein, angelegt von der „Arbeitsgemeinschaft der Memellandkreise“

Gegen Ende des Zweiten Weltkriegs evakuierte Deutschland im Oktober 1944 die gesamte rechts der Memel lebende Bevölkerung ins Innere Ostpreußens. In der Schlacht um Ostpreußen (13. Januar bis zum 25. April) eroberte die Rote Armee das Memelland. Nach der Besetzung Memels am 28. Januar 1945 setzte die Regierung der Sowjetunion im Memelland eine neue Verwaltung ein, die sofort mit der Besiedlung durch Litauer begann. Das Memelland wurde Teil der Litauischen Sozialistischen Sowjetrepublik.
Schon im Februar zogen deutsch- und litauischsprachige Memelländer, die nach ihrer Evakuierung in Ostpreußen verblieben waren, in großen Scharen über die Memel zurück oder flüchteten aus den dortigen sowjetischen Zwangsarbeitslagern nach Hause. So war Klaipėda zunächst menschenleer – der sowjetische Stadtkommandant registrierte nach vier Wochen nur 28 Deutsche in der Stadt –, während viele Bauern auf ihre Höfe zurückgekehrt waren. In Wellen folgten mehrere Tausend Memelländer aus den Flüchtlingslagern in der sowjetischen Besatzungszone den Aufrufen sowjetischer „Repatriierungsoffiziere“ und kamen mittels eigens bereitgestellter Güterzüge in das Memelland zurück, wo sie zunächst in Auffang- und Überprüfungslagern leben mussten. Sehr viele wurden direkt nach ihrer Ankunft zur Zwangsarbeit auch im Inneren der Sowjetunion eingesetzt. Neben NSDAP-Mitgliedern und Menschen, die Kriegsgefangene und Zwangsarbeiter beschäftigt hatten, wurden auch solche Bauernfamilien nach Sibirien deportiert, die wegen ihrer Hofgröße als „Kulaken“ angesehen wurden. Bei den Neusiedlern handelte es sich oft um ehemalige Land- und Saisonarbeiter aus Samogitien, die den Hof zwar aus ihrer vorherigen Arbeit kannten, ihn jedoch nicht leitend zu bewirtschaften wussten, so dass hier recht schnell Misswirtschaft herrschte, die sich auch auf die Ernährungslage der Bevölkerung auswirkte. Wenn rückkehrende Altbesitzer auf ihren Hof kamen, wurden sie vertrieben oder ermordet. Erst 1947 konnten alteingesessene Memelländer die sowjetische Staatsbürgerschaft erwerben, was ihnen zwar Rechte, nicht jedoch ihr altes Eigentum verschaffte.

## Politik

### Hochkommissare
(vom Völkerbund eingesetzt)
- 1920–1921: General Dominique Odry
- 1921–1923: Gabriel Petisné

### Gouverneure
(von der litauischen Regierung eingesetzt)
- 1924–1925: Jonas Polovinskas-Budrys (Budrys war ein memelländischer Bauer, unter dessen Namen sich Polovinskas als Memelländer darstellen wollte)
- 1925–1926: Jonas Žilius
- 1926–1927: Karolis Žalkauskas
- 1927–1932: Antanas Merkys
- 1932–1933: Witold Gylys
- 1933–1935: Jonas Navakas
- 1935–1936: Vladas Kurkauskas
- 1936–1938: Jurgis Kubilius
- 1938–1939: Viktor Gailus, litauisiert Viktoras Gailius

### Deutsche Diplomaten
- 1934–1939: Reinhold von Saucken, Generalkonsul in Memel

### Landespräsidenten
- 1920–1921: Arthur Altenberg, litauisiert Arturas Altenbergas
- 1921–1923: Wilhelm Stepputat, litauisiert Vilius Steputaitis
- 1923–9999: Erdmann Simoneit, litauisiert Erdmonas Simonaitis
- 1923–1925: Viktor Gailus, litauisiert Viktoras Gailius
- 1925–9999: Heinrich Borchert, litauisiert Endrius Borchertas
- 1925–1926 Gustav Josupeit, litauisiert Gustavas Juozupaitis
- 1926–1926: Erdmann Simoneit, litauisiert Erdmonas Simonaitis
- 1926–1927: Wilhelm Falk (Landespräsident), litauisiert Vilius Falkas
- 1927–9999: Wilhelm Schwellnus, litauisiert Vilius Švelnys
- 1927–1930: Otto Kadgiehn, litauisiert Otonas Kadgienas
- 1930–9999: Martin Reisgys, litauisiert Martinas Reizgys
- 1931–1932: Otto Böttcher, litauisiert Otonas Betcheris
- 1932–9999: Eduardas Simaitis
- 1932–1934: Ottomar Schreiber, litauisiert Otomaras Šreiberis
- 1934–9999: Martin Reisgys, litauisiert Martinas Reizgys
- 1934–1935: Georg Bruweleit, litauisiert Jurgis Bruvelaitis
- 1935–1939: August Baldszus, litauisiert Augustas Baldžius
- 1939–9999: Wilhelm Bertuleit, litauisiert Vilius Bertulaitas

### Landesdirektoren
- 1920–1921: zunächst sieben, neun seit 12.1920 (Erdmann Simoneit und Mikelis Reidys kamen hinzu), meist deutsche Mitglieder
- 1923–9999: Martinas Reizgys (Martin Reisgys), Toleikis
- 1926–1926: Scharffetter, Kairies, Stumber, Augustas Baldzius (August Baldschus)
- 1926–1927: Scharffetter, Endrius Borchertas (Heinrich Borchert)
- 1927–9999: Czeskleba, Endrius Borchertas (Heinrich Borchert)
- 1927–1930: Vorbeck, Martinas Reizgys (Martin Reisgys), Sziegaud
- 1930–9999: Dugnus (14.8.–9.10.); Czeskleba (14.8.–9.10.); Sziegaud (9.–29.10.); Schult (9.–29.10.)
- 1931–1932: Podszus
- 1932–9999: Toleikis (ab 14.3.), nahm die Ernennung nicht an; Vongehr (ab 14.3.), nahm die Ernennung nicht an;

Tolischus (ab 14.3.); Martinas Reizgys (Martin Reisgys), Kadgiehn
- 1932–1934: Sziegaud, Fritz Walgahn
- 1934–1935: Ludwig Buttgereit, Martin Anysas, Martin Grigat
- 1935–1939: Sziegaud, Willy Betke, Ernst Suhrau
- 1939–9999: Sziegaud, Herbert Böttcher, Monien

### Landtagswahlen
Der Landtag hatte 29 Sitze, einen für jeweils 5000 Einwohner. Frauen und Männer ab 24 hatten das Wahlrecht. Die Altersgrenze wurde 1930 auf 30 Jahre angehoben.
| Jahr | MLP Memelländische Landwirtschaftspartei | MVP Memelländische Volkspartei | SPM Sozialdemokratische Partei des Memelgebietes | AP Arbeiterpartei des Memellandes | KPM Kommunistische Partei des Memelgebietes | andere                 | LVP Litauische Volkspartei |
| ---- | ---------------------------------------- | ------------------------------ | ------------------------------------------------ | --------------------------------- | ------------------------------------------- | ---------------------- | -------------------------- |
| 1925 | 38,1 % – 11 Sitze                        | 36,9 % – 11 Sitze              | 16,0 % – 5 Sitze                                 |                                   |                                             | Andere 9,0 % – 2 Sitze |                            |
| 1927 | 33,6 % – 10 Sitze                        | 32,7 % – 10 Sitze              | 10,1 % – 3 Sitze                                 |                                   | 7,2 % – 2 Sitze                             |                        | 13,6 % – 4 Sitze           |
| 1930 | 31,8 % – 10 Sitze                        | 27,6 % – 8 Sitze               | 13,8 % – 4 Sitze                                 | 4,2 % – 2 Sitze                   |                                             |                        | 22,7 % – 5 Sitze           |
| 1932 | 37,1 % – 11 Sitze                        | 27,2 % – 8 Sitze               | 7,8 % – 2 Sitze                                  | 8,2 % – 3 Sitze                   |                                             |                        | 19,7 % – 5 Sitze           |

(An 100 % fehlende = nicht im Landtag vertretene Wahlvorschläge)
| Jahr | Deutsche Einheitsliste | Großlitauische Parteien |
| ---- | ---------------------- | ----------------------- |
| 1935 | 81,2 % – 24 Sitze      | 18,8 % – 5 Sitze        |
| 1938 | 87,2 % – 25 Sitze      | 12,8 % – 4 Sitze        |

## Religion
Die evangelischen Gemeinden im Memelgebiet kamen durch Annexion 1924 an Litauen. Das im Rahmen der Autonomie gewählte memelländische Landesdirektorium (Landesregierung), angeführt von Landesdirektor Viktor Gailus, und die Evangelische Kirche der altpreußischen Union (APU), geleitet von Präses Johann Friedrich Winckler, schlossen am 31. Juli 1925 das Abkommen betr. die evangelische Kirche des Memelgebietes, wonach die evangelischen Kirchengemeinden des Memellandes aus der Kirchenprovinz Ostpreußen ausschieden und den Landessynodalverband Memelgebiet mit eigenem Konsistorium innerhalb der APU bildeten. Nach Kirchenwahlen 1926 nahm das evangelische Konsistorium in Memel 1927 seine Arbeit auf und bestimmte das geistliche Oberhaupt, den Generalsuperintendenten. Diese waren:
- 1927–1933: Franz Gregor (Wogau, Kr. Pr.-Eylau, 24. Juli 1867 – 27. Mai 1947, Walsrode), zuvor Superintendent des Kirchenkreises Memel.[22]
- 1933–1944: Otto Obereigner, ab 1. Juli 1933

## Territoriale Einteilung
Die Grenze des Memellandes durchschnitt die bisherigen Kreisgrenzen. Nach der Abtrennung der südlich der Memel gelegenen Kreisstädte Tilsit, Ragnit und Heinrichswalde war das Memelland neu zu gliedern. Als neuer Kreisort wurde Pogegen (Kreis Pogegen) ausgewiesen. Nach 1923 übernahm Litauen diese Struktur.
Für die Gerichtsorganisation siehe Gerichte des Memellandes.
Die heutigen Bewohner bezeichnen das Gebiet vielfach auch als Kleinlitauen, wobei dieser Begriff ungenau ist, da zum historischen Kleinlitauen auch Gebiete südlich der Memel zählten, die in der russischen Oblast Kaliningrad liegen.